# Leucobryum arfakianum
Leucobryum arfakianum är en bladmossart som beskrevs av C. Müller och Geheeb 1898. Leucobryum arfakianum ingår i släktet Leucobryum och familjen Dicranaceae. Inga underarter finns listade i Catalogue of Life.